# 若林彊
若林 彊（わかばやし つとむ、1909年1月14日 - 1983年10月19日）は、日本の経営者。山形県出身。

## 経歴
1932年に北海道帝国大学工学部電気学科を卒業し、同年に北海道電灯に入社。1942年に東北配電(のちの東北電力)に転じ、1958年5月に取締役に就任し、1964年5月に常務、1966年1月に副社長を経て、1969年11月に社長に就任。1983年6月に会長に就任。
1968年10月に藍綬褒章を受章し、1983年4月に勲一等瑞宝章を受章。
1983年10月19日腎不全のために死去。74歳没。